# Colus
Colus is een Geslacht van slakken uit de familie van de Buccinidae. De naam van het geslacht werd voor het eerst geldig gepubliceerd in 1798 door Peter Friedrich Röding, die een catalogus opstelde van de nagelaten schelpenverzameling van de overleden Joachim Friedrich Bolten (1718-1796), en ze daarbij van wetenschappelijke namen voorzag volgens het systeem van Linnaeus. Rödings werk was bedoeld als catalogus voor de verkoop van de verzameling, maar vele nieuwe taxa die erin voorkomen zijn aanvaard als geldige namen.

## Soorten
- Colus aurariae Fraussen, Rosado, Afonso & Monteiro, 2009
- Colus azygosorius Tiba, 1980
- Colus barbarinus Dall, 1919
- Colus bukini Kantor, 1984
- Colus callorhinus (Dall, 1877)
- Colus glaber (Kobelt, 1876)
- Colus gracilis (da Costa, 1778) = Slanke noordhoren
- Colus griseus (Dall, 1889)
- Colus halimeris (Dall, 1919)
- Colus holboelli (Møller, 1842)
- Colus islandicus (Mohr, 1786) = IJslandse slanke noordhoren
- Colus jeffreysianus (P. Fischer, 1868) = Gezwollen slanke noordhoren
- Colus kujianus Tiba, 1973
- Colus minor (Dall, 1925)
- Colus pubescens (A. E. Verrill, 1882)
- Colus pulcius (Dall, 1919)
- Colus pygmaeus (Gould, 1841)
- Colus rushii (Dall, 1889)
- Colus sabini (Gray, 1824)
- Colus stimpsoni (Mörch, 1868)
- Colus syrtensis (Packard, 1867)
- Colus terraenovae Bouchet & Warén, 1985
- Colus turgidulus (Friele, 1877)